# 249 v. Chr.
Portal Geschichte | Portal Biografien | Aktuelle Ereignisse | Jahreskalender | Tagesartikel

◄ |
4. Jahrhundert v. Chr. |
3. Jahrhundert v. Chr. |
2. Jahrhundert v. Chr. |
►

◄ | 260er v. Chr. | 250er v. Chr. | 240er v. Chr. | 230er v. Chr. |
220er v. Chr. |
►

◄◄ | ◄ | 252 v. Chr. | 251 v. Chr. | 250 v. Chr. | 249 v. Chr. |
248 v. Chr. |
247 v. Chr. |
246 v. Chr. |
► |
►►
Staatsoberhäupter

## Ereignisse

### Politik und Weltgeschehen

#### Westliches Mittelmeer
- Während des Ersten Punischen Krieges erobern die Römer den karthagischen Stützpunkt Eryx im Westen Siziliens. Damit halten die Karthager nur noch Drepanum und Lilybaeum.
- Karthagischer Seesieg bei Drepana über die römische Flotte unter Publius Claudius Pulcher. Nach der Niederlage wird Aulus Atilius Caiatinus zum Diktator bestimmt, Publius Claudius Pulcher dagegen wird zu einer Geldstrafe verurteilt, weil er vor der Schlacht ein ungünstiges Omen ignorierte. Da die Römer außerdem erneut zahlreiche Schiffe durch einen Sturm verlieren, bleiben sie die nächsten sieben Jahre ohne Flotte.

#### Östliches Mittelmeer
- Alexander von Korinth, Sohn des Krateros, erhebt sich gegen den makedonischen König Antigonos II. Gonatas.

#### Kaiserreich China
- Zhuangxiang, Vater des späteren Kaisers Qin Shihuangdi wird Herrscher im Staat Qin, der faktisch die Oberherrschaft in China erlangt hat. Im selben Jahr wird Hui, letzter Prätendent der machtlosen Zhou-Dynastie besiegt, deren Hauptstadt Luoyang bereits 256 v. Chr. von Qin erobert worden war.

### Religion und Kultur
- Erste Säkularfeier in Rom.